# پارک کیونگ مو
پارک کیونگ مو (به کره‌ای: 박경모) (زاده: ۱۵ اوت ۱۹۷۵ در کره جنوبی) تیرانداز از کمان اهل کره جنوبی و شهر اکچون است.

## المپیک
او دو مدال طلا برای کره جنوبی در دو المپیک در مسابقات تیر و کمان تیمی آتن ۲۰۰۴ و پکن ۲۰۰۸ و یک مدال نقره در مسابقات انفرادی تیر و کمان المپیک پکن را به دست آورد. او در آتن به مقام پنجم رقابتهای فردی رسیده بود.

## مسابقات جهانی
کیونگ مو همچنین سه مدال طلا در مسابقات تیمی مردان در سه دوره مسابقات قهرمانی جهان ۲۰۰۱ پکن، ۲۰۰۳ نیویورک و ۲۰۰۵مادرید و نیز یک مدال برنز در بخش انفرادی قهرمانی جهان ۲۰۰۱ پکن را هم به دست آورده است.
او در جام جهانی هم در رقابتهای سال ۲۰۰۰ مدال طلای انفرادی را در آنتالیا و در سال ۲۰۰۷ مدال طلای تیمی را در شهر اولسان از وطن خود به دست آورد

## مشخصات جسمی
- وزن: ۱۸۵ سانتیمتر
- قد: ۷۶ کیلو گرم